# Freestyle (Automarke)

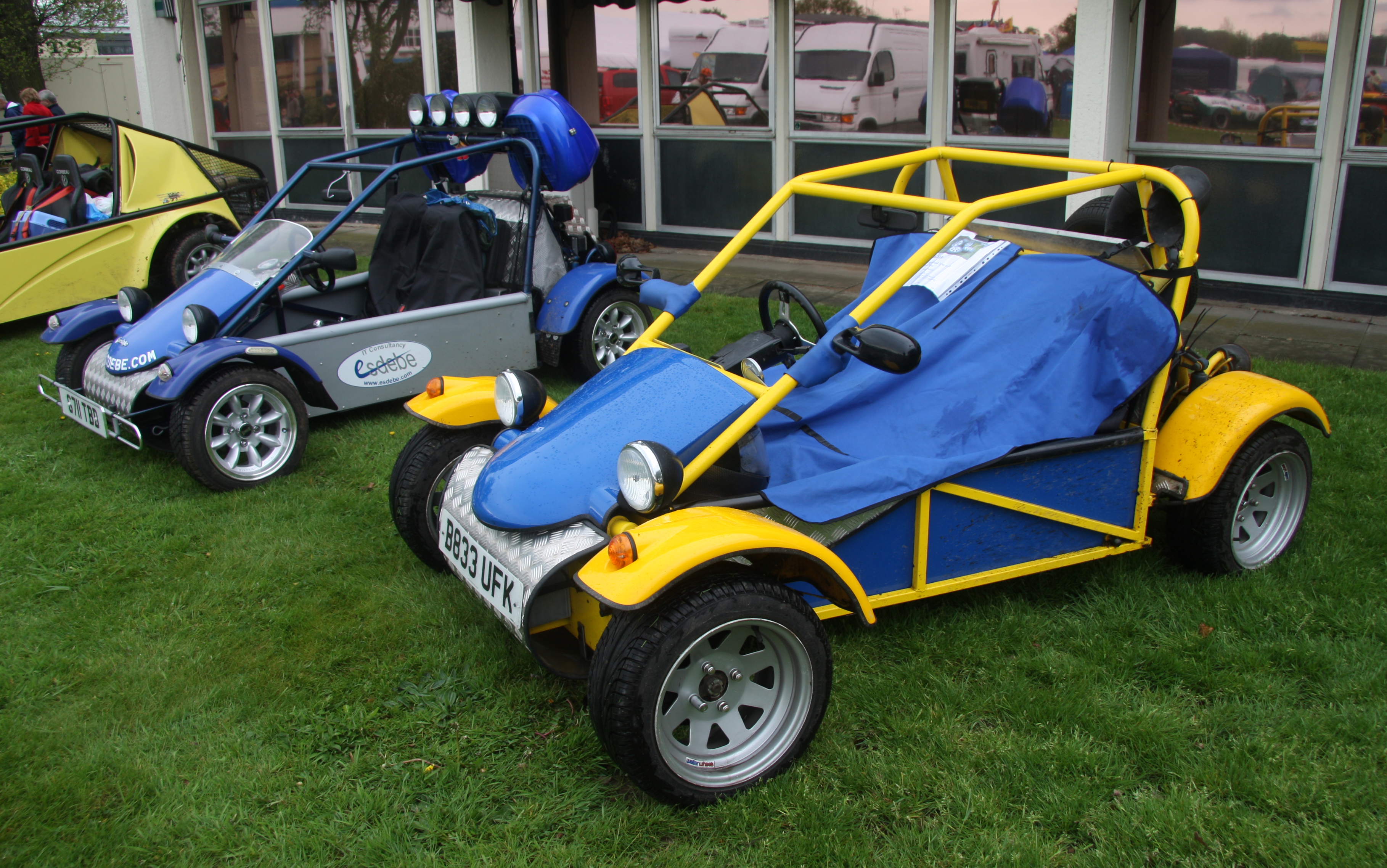
Freestyle

Freestyle war eine britische Automarke.

## Markengeschichte
ABS Group begann 1998 mit der Produktion von Automobilen und Kits. Der Markenname lautete Freestyle. 2001 setzte TH Engineering aus Gainsborough in der Grafschaft Lincolnshire unter Leitung von Richard Drinkell die Produktion fort. Letzter Hersteller war ab 2004 Funbuggies aus Wellington in Somerset unter Leitung von Dave Smart, der zusätzlich die Marke Fourstyle einführte. 2007 oder 2009 endete die Produktion. Insgesamt entstanden etwa 325 Exemplare.

## Fahrzeuge
Der Freestyle war ein zweisitziges Spaßfahrzeug im Stile eines Buggy mit Überrollkäfig. Viele Teile kamen vom Mini. Von diesem Modell entstanden etwa 325 Exemplare.
Der Fourstyle bot Platz für vier Personen, fand aber zwischen 2004 und 2006 nur zwei Käufer.